# Necoclí

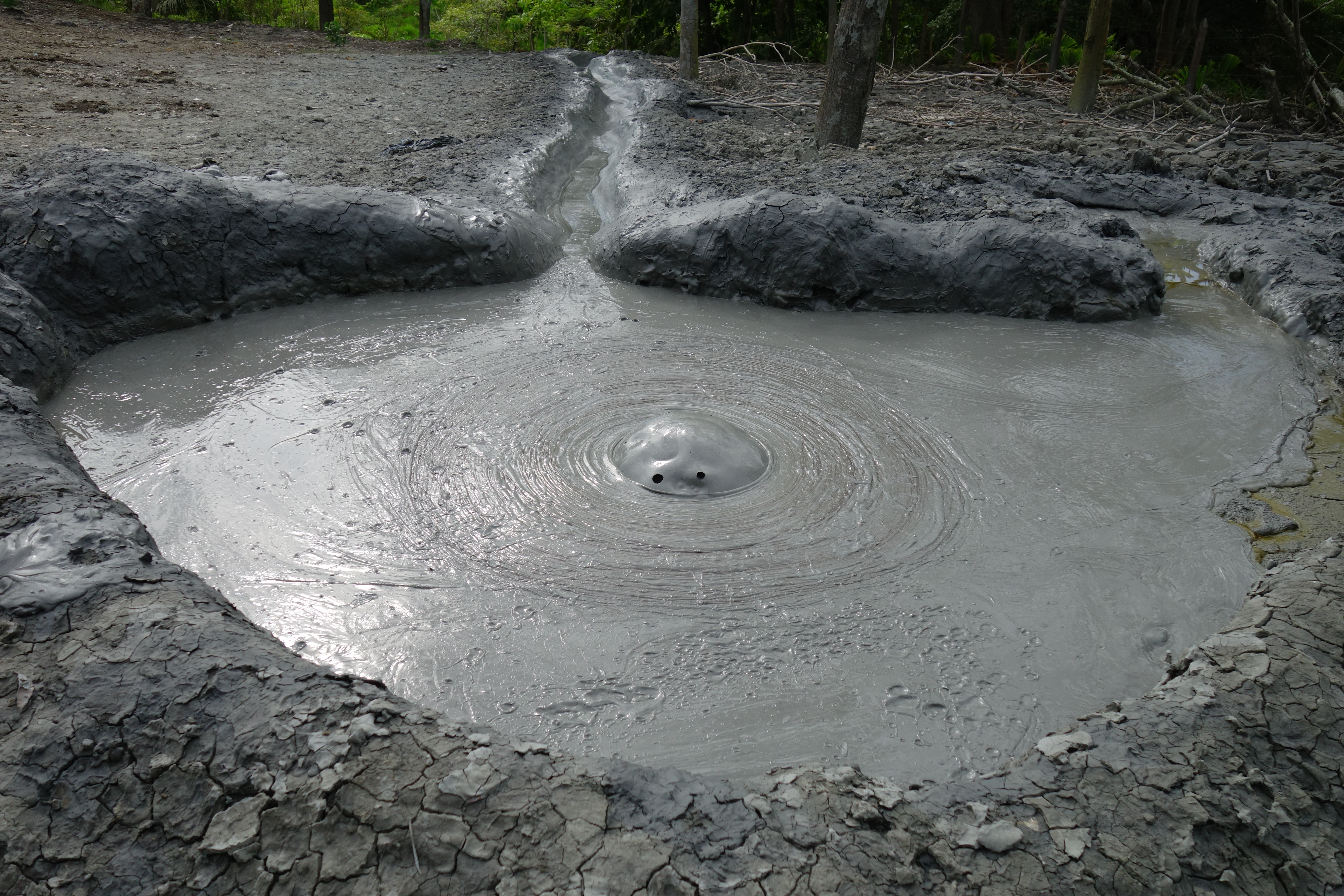
Este es uno los 14 volcanes del municipio.

Necoclí es uno de los once municipios que forman parte de la subregión de Urabá, localizado en el departamento de Antioquia, Colombia. Limita por el norte con el mar Caribe y con el municipio de San Juan de Urabá, por el este con el municipio de Arboletes, por el sur con el distrito de Turbo y por el oeste con el mar Caribe.
Su cabecera municipal dista 391 kilómetros de la ciudad de Medellín, capital del departamento de Antioquia. El municipio posee una extensión de 1.361 kilómetros cuadrados, y es el más antiguo de Antioquia, siendo fundado en 1509. Es conocido por ser el lugar de nacimiento del futbolista colombiano Juan Guillermo Cuadrado.

## Toponimia
Con relación a su nombre, Necoclí, existe una leyenda que cuenta cómo un viajero cansado tenía sed y llegó al lugar para calmarla, pero como respuesta le dijeron que “Ni 'coclí' había por allí”, siendo el “coclí” una bebida muy común en la región. 

## Historia
La historia de Necoclí  comienza con los conquistadores españoles y los indígenas aborígenes. Puerta de entrada de los ibéricos a Antioquia y habitada durante esos tiempos por la etnia de los Kunas, la región posee una fuerte tradición histórica y un alto valor sociocultural. En el distrito se conservan varios resguardos indígenas, a 22 kilómetros de la cabecera, que constituyen un atractivo turístico y científico antropológico. 
Más o menos a sólo dos kilómetros de la cabecera está justamente el sitio donde una vez se situó el poblado conquistador de San Sebastián de Urabá, por donde, allá por 1509, pasó el conquistador Alonso de Ojeda, considerado el fundador del poblado. 
Todavía en 2009, en el distrito confluyen gran variedad de etnias y culturas. Persisten varios resguardos indígenas considerados hoy patrimonio histórico-cultural: los territorios de las comunidades Zenúes y Kunas en los resguardos de El Volao y Caimán Nuevo.
Necoclí es uno de los municipios que mejor ha conservado su ecosistema en el Urabá norte antioqueño. A una hora en lancha, se llega a la ensenada de Rionegro, en Punta Arenas, al extremo norte del Golfo de Urabá. Este es el principal banco de peces de la región, donde se encuentran sábalos, meros, pargos y otras especies. Si se está de suerte se tiene oportunidad de encontrar un manatí, especie en vía de extinción. También podemos encontrar a una hora y media el municipio de Acandí (Chocó), su playa de Triganá y su corregimiento de Capurganá, al límite con Panamá.
Los manglares circundantes son además refugio de cientos de aves migratorias, como tijeretas, gaviotas y pelícanos, declaradas especies de reserva municipal.

## Geografía

### Límites
Necoclí está delimitado por los siguientes municipios:
| Noroeste: Mar Caribe  | Norte: Mar Caribe | Nordeste: San Juan de Urabá |
| Oeste: Golfo de Urabá |                   | Este: Arboletes             |
| Suroeste: Turbo       | Sur: Turbo        | Sureste: Turbo              |

## División Político-Administrativa
Además de su Cabecera municipal. Necoclí tiene bajo su jurisdicción los siguientes corregimientos (de acuerdo a la Gerencia departamental):
- Caribia
- El Mellito
- El Totumo
- Las Changas
- Mello Villavicencio
- Mulatos
- Pueblo Nuevo
- Zapata

## Generalidades
- Fundación: 20 de enero de 1510.
- Erección en municipio: Ordenanza 23 del 28 de noviembre de 1978.
- Fundador: Alonso de Ojeda.
- Apelativo: Bastión Histórico de América.

## Demografía
Población Total: 45 530 hab. (2024)
- Población Urbana: 14 391
- Población Rural: 31 129

Alfabetismo: 76,8% (2005)
- Zona urbana: 88,6%
- Zona rural: 73,1%

### Etnografía
Según las cifras presentadas por el DANE en el censo 2005, la composición etnográfica del municipio es: 
- Afrodescendientes (59,0%).
- Mestizos y blancos (37,5%).
- Indígenas (3,5%).

## Economía
- Agricultura: Se destaca con el plátano y el coco. También produce maíz, arroz, ñame, fríjol, yuca y frutas variadas.
- Ganado mayor, cebú (leche e industria del queso).
- Turismo: es la actividad económica de mayor potencial, especialmente por el uso que pueda dársele a los 95 kilómetros de playa con que cuenta el distrito.
- Minería: oro.
- Pesca en buen volumen.
- Madera y su industria básica.

En cuanto a las artesanías sobresalen productos elaborados con cáscaras de coco: manillas, collares y pulseras, hamacas y chinchorros, cortinas y lámparas en madera.

## Movilidad
El está comunicado por la Ruta Nacional 90 que viene desde Turbo al sur con los municipios vecinos de San Juan de Urabá y Arboletes al norte. Por San Pedro de Urabá se comunica por la variante de Pueblo Nuevo-Mulatos al suroriente

## Cultura

### Fiestas
- Fiestas del Coco y corralejas de toros, el primer puente festivo de enero.
- Festival Nacional del Bullerengue en octubre.
- Festival de Verano en agosto.

### Gastronomía
Allí se preparan platos muy variados de mariscos, pescados, arroz con coco, plátano, yuca, y dulces elaborados con frutas que se cultivan en sus tierras. Adicionalmente se ofrece la culinaria típica de los antioqueños y asados.

## Sitios de interés
- Iglesia Parroquial de Nuestra Señora del Carmen
- Playas Turísticas
- Volcánes de lodo
- Ciénagas la Marimonda y el Salado
- Ensenada de Rionegro
- Playas del Totumo

Patrimonio natural:
- Resguardos indígenas: Resguardo del Caimán Nuevo, a 22 kilómetros de la cabecera vía al municipio de Turbo, ocupa las veredas Caimán Viejo y Caimán Nuevo; El Volao, ubicado a 70 kilómetros vía Las Changas al municipio de Arboletes.
- Parajes ecológicos, encabezados por la ensendada de Rionegro: se llega por vía marítima, a una hora del municipio.
- Ciénagas: El Salado y Marimonda.
- Ensenada del Río Negro ubicada en la parte norte del golfo de Urabá.
- Playas: El Totumo, El Pescador, Playa Linda y otras.
- Catorce volcanes de lodo. El más conocido es el de la Hacienda Virgen del Cobre a 2 kilómetros de la cabecera. Otros volcanes son La Cenizosa, El Carlos, y el San José de Mulatos, el cual está en constante erupción.
- Cerros de San Sebastián, en cuya base se fundó en 1509 la población de San Sebastián de Urabá. También se encuentran los cerros: El Águila, El Yoqui y El Caballo, entre otros.
- Cascada del Carlos, a 8 kilómetros de la cabecera.
- Cultura: Centro Cultural El Totumo Encantado, Casa de nuestras culturas Necoclí

## Servicios

### Educación
El municipio cuenta con varias instituciones de carácter público con los niveles de primaria y bachillerato técnico las cuales la I.E Eduardo Espitia Romero y la I.E Antonio Roldán Betancur en el casco urbano las más destacadas, también de contar una gran cantidad de colegios veredales,